# 486
El 486 (CDLXXXVI) fou un any comú començat en dimecres del calendari julià.

## Esdeveniments
- Clodoveu I lidera un exèrcit que pacifica la regió dels francs. Es considera el fet que marca el naixement de França.[1]